# مگس‌مرغ شکم‌برفی
مگس‌مرغ شکم‌برفی یا مگس‌مرغ سینه‌برفی (نام علمی: Amazilia edward) یک گونه از سرده آمازیلیا و تیرۀ مگس‌مرغان است که در کاستاریکا، پاناما و شمال غرب دور کلمبیا یافت می‌شود.